# Færøernes flag
Færøernes flag Merkið ("Mærket") er et nordisk korsflag, som for første gang blev anvendt den 22. juni 1919. Siden 1940 har det været brugt officielt. Det er tilladt at flage privat i de øvrige nordiske lande.
Den 25. april fejrer  færingerne deres flag, Merkið. Over hele Færøerne holdes der denne dag folkemøder, hvor færingerne kommer sammen for at fejre deres flag. Man hører typisk en flagtale og synger bl.a. flagsangen “Sjá tú blánar” (direkte oversat: “Se du bliver blå”). Den originale version af Merkið hænger i kirken i bygden Fámjin på øen Suðuroy.
Den hvide bundfarve symboliserer den klare himmel og skumtoppene på bølgerne, som slår mod kysten. Rødt og blåt er farver, som findes i traditionelle færøske hovedtørklæder. Merkið fastholder – modsat det grønlandske flag, Erfalasorput – tilknytningen til de nordiske brødrelande ved at inddrage det traditionelle nordiske kors i sit design.
Det færøske flag må på Færøerne og i Danmark føres af alle. I Nordisk Råd  står flaget ligeberettiget ved siden af de andre nordiske lande. Den færøske flagdag er siden 1940 den 25. april.
Den danske regering besluttede i 2016 at indføre officielle flagdage for Grønland og Færøerne.
Fra og med 2016 vil Kongeriget Danmarks statslige myndigheder flage med det grønlandske flag Erfalasorput på Grønlands nationaldag den 21. juni og med det færøske flag Merkið på Færøernes nationaldag den 29. juli.

## Historie
I tiden efter det kendte Julemødet 1888, opstod behovet for et samlende symbol. Man havde til folkemøder og lignende brugt bannere med henholdsvis strandskaden, det såkaldte ”Tjaldursmerkið” og vædderen, det såkaldte ”Veðramerkið”.
I foråret 1919 besluttede tre færøske studenter på Regensen i København, Jens Oliver Lisberg, Janus Øssurson og Thomas Pauli Dahl, sig imidlertid til at tegne et flag i stil med de øvrige nordiske korsflag. Modellerne til deres forslag var det norske og islandske flag, som de betragtede som Færøernes nærmeste brødrenationer. Disse flag indeholder farverne hvid, rød og blå, og eftersom det norske flag har rød dug mens det islandske har blå, måtte det færøske så have hvid dug for at skille sig ud fra de andre. Ifølge Dahl, var det Jens Oliver Lisberg som bestemte at korset skulle være rødt med blå kant.
Flaget blev bragt til Færøerne i juni samme år og for første gang hejst i bygden Fámjin den 22. juni 1919. Det originale flag hænger i Fámjin kirke.  Alle tre var optændt af ideen om national selvstændighed. I et par måneder hang flaget på Regensen, men i sommerferien tog Jens Oliver Lisberg fanen med hjem, og den 22. juni 1919 efter gudstjenesten i Fámjin kirke blev Merkið for første gang hejst på Færøerne. Kort tid senere døde Lisberg af lungebetændelse, og flagets tilblivelse blev som æresbevisning tilskrevet ham. Flaget blev et færøsk nationalsymbol, men der skulle gå adskillige år, inden det blev officielt anerkendt. De danske myndigheder afviste dette færøske symbol på selvstændighed. I 1920erne begyndte færingerne at tage studenterflaget til sig. Det fik navnet ”Merkið” (mærket/symbolet) og især blandt fiskerne var det populært. Flere og flere skibe begyndte at sejle under Mærket og også på land vandt det øget udbredelse. Dette førte uundgåeligt til mindre kontroverser. Folk ville gerne have Mærket anerkendt som nationalflag, mens de danske myndigheder afviste det.
Til Ólavsøka i 1930 blev flaget taget i brug i en officiel anledning, og fra 1931 kom flaget i almindelig brug, men fortsat uofficielt. Færingernes brug af flaget førte i trediverne til megen strid mellem de danske myndigheder og den færøske befolkning.  1931 blev der i Lagtinget stillet forslag om at godkende Merkið som det Færøske flag, men det samlede ikke flertal. 1938 anbefalede amtmanden Carl Aage Hilbert, at Danmark skulle anerkende Mærket, men det blev afvist.
Den endelige anerkendelse kom først i april 1940, hvor kontakten mellem Færøerne og Danmark blev afbrudt, da Tyskland besatte Danmark i april 1940, tog britiske styrker kontrol over Færøerne. Det var et problem at færøske skibe førte Dannebrog og havde det danske flag og navnet DANMARK malet på skibssiderne. Det britiske admiralitet forlangte at de færøske skibe skulle bruge et andet flag, enten Mærket eller Union Jack og have FAROES påmalet siderne.  Den 25. april 1940 anerkendte Storbritannien Merkið som Færøernes flag. På vej fra Færøerne til Aberdeen med en last fisk blev den færøske skipper Hans Mikkelsen i krigens først dage prajet af et britisk krigsskib. Da Mikkelsen blev spurgt, om ikke han havde et andet flag, strøg han straks Dannebrog og hejste Merkið i stedet. Briterne tog ikke notits af den danske amtmands protester, og den 25. april 1940 lød det over BBC, at alle færøske skibe skulle føre det færøske flag.
Med Hjemmestyreloven af 23. marts 1948 blev flaget Merkið' anerkendt som Færøernes officielle flag.
1959 tog Færøerne imidlertid et skridt væk fra de nordiske naboer ved at ændre den blå farve fra den ”norske” mørkeblå til en selvstændig azurblå farve.

## Galleri
- Færøsk flag fra det 19. århundrede
- Færøernes flag
- Splitflag
- Merkið i Tórshavn
- Færøsk frimærke fra 2015

## Flagsangen: Sjá, tú blánar
Sjá, tú blánar sum loftið og tú rodnar sum blóð,

men hitt hvíta er fossur, brot og vetrarins ljóð.

Har tú veittrar á báru, fjalli, bergi og ong,

syngur tjóðin tær glaðasta song.

Um enn nær ella fjart

ert tú sál míni kært,

sum tú fedrunum vart;

tí tú glógvar so bjart

sum tú sóleyga bart

gjøgnum náttmyrkrið svart,

blátt sum loftið, sum brimbrotið skært.

Har ið merkini veittra, veittri eisini mítt,

tað ber kvøðu frá landi mínum fagurt og frítt;

og eg kenni meg orna gjøgnum mønu og merg,

síggi brim randa strendur og berg,

hoyri vetrarins brot

boða summarsins lot,

hoyri heystmyrka lag,

boða várljósan dag.

Fylkjast rað vit í rað,

kenna hjørtuni tað:

vit við tær stevna stinnir avstað.
Hans Andrias Djurhuus, 1920